# Gare de Grong
La gare de Grong  est une gare ferroviaire norvégienne de la ligne du Nordland, située sur le territoire de la commune de Grong dans le comté et région de Trøndelag.
C'est une gare, sans guichet, de la Norges Statsbaner (NSB), ouverte au service des voyageurs.

## Situation ferroviaire
Établie à 51 mètres d'altitude, la gare de Grong est située au point kilométrique (PK) 219,54 de la ligne du Nordland, entre les gares ouvertes de Snåsa et de Harran.
Ancienne gare de bifurcation, elle était également le terminus de la ligne de Namsos.

## Histoire
La gare Grongt est inaugurée et mise en service le 30 novembre 1929 lors de l'ouverture de la ligne jusqu'à Grong.
Elle sera le terminus de la ligne jusqu'à l'ouverture du prolongement jusqu'à Mosjøen le 5 juillet 1940.

## Service des voyageurs

### Accueil
C'est une gare, sans guichet ni automate, mais avec une salle d'attente ouverte toute la semaine et une aubette sur le quai. Elle dispose d'un service de consigne et d'un kiosque.

### Desserte
Grong est desservie par la ligne reliant Trondheim à Bodø.

### Intermodalités
Un parking pour les véhicules y est aménagé.
Un arrêt de bus est situé face à la gare. Des bus assurent des correspondances pour Rørvik, Brønnøysund et Namsos durant la semaine et pour Lierne le week-end.